# Agromyza daryalings
Agromyza daryalings este o specie de muște din genul Agromyza, familia Agromyzidae, descrisă de Singh și Ipe în anul 1973. Conform Catalogue of Life specia Agromyza daryalings nu are subspecii cunoscute.